# They Dance Alone (Cueca Solo)
They Dance Alone è il quinto e ultimo singolo estratto dal secondo album solista di Sting, ...Nothing Like the Sun del 1987. La canzone è una metafora riferita al lutto delle donne cilene (arpilleristas) che ballano la Cueca, la danza nazionale del Cile, da sole con nelle mani le fotografie dei loro cari scomparsi. Sting ha definito questa canzone come un gesto simbolico di protesta contro il dittatore cileno Augusto Pinochet, il cui regime uccise migliaia di persone tra il 1973 e il 1990. La canzone è stata scritta in una versione inglese (con alcune parti parlate in spagnolo) e una versione spagnola intitolata Ellas Danzan Solas (Cueca Solas) che è stata pubblicata nell'EP ...Nada como el sol.
La canzone si contraddistingue per la presenza di Mark Knopfler, Fareed Haque e Eric Clapton alla chitarra, e per una parte parlata in lingua spagnola recitata da Rubén Blades.

## Esibizioni dal vivo
Sting ha eseguito la canzone in diverse occasioni particolari, tra cui il concerto tributo per i 70 anni di Nelson Mandela (1988) e un'esibizione per Amnesty International (1988) a Buenos Aires con Peter Gabriel e le madri di Plaza de Mayo. Ma l'esibizione più importante rimane quella tenuta il 13 ottobre 1990, durante lo speciale concerto Desde Chile... un abrazo a la esperanza a Santiago del Cile (che includeva tra gli artisti Sting, Jackson Browne, Branford Marsalis, Sinéad O'Connor, Peter Gabriel, e i New Kids on the Block) in cui 20 donne cilene salirono sul palco con foto dei loro mariti e figli in mano oppure attaccate ai loro vestiti.
Dopo la fine del regime cileno, Sting si rifiuterà di eseguire il brano dal vivo, se non eccezionalmente al concerto tenutosi al Festival di Viña Del Mar nel 2011.

## Cover
Il cantante portoricano José Feliciano e la Orchestra Sinfonica di Vienna hanno inciso una versione strumentale della canzone nell'album Jose Feliciano and Vienna Symphony Orchestra del 1988. Un'altra versione strumentale è stata eseguita dalla London Symphony Orchestra e inserita nell'album Performs the Music of Sting.
Richie Havens ha registrato una cover della canzone originale per il suo album Cuts to the Chase del 1994.
Joan Baez ha invece eseguito una cover della versione spagnola per il suo album Diamonds & Rust in the Bullring del 1989.

## Tracce
1. They Dance Alone (Cueca Solo)
2. If You There
3. Ellas Danzan Solas [versione spagnola]

## Classifiche
| Classifica (1988) | Posizione massima |
| ----------------- | ----------------- |
| Belgio (Fiandre)  | 35                |
| Germania          | 66                |
| Italia            | 24                |
| Paesi Bassi       | 27                |
| Regno Unito       | 94                |